# Бетонвільє (Територія Бельфор)
Бетонвільє́ (фр. Bethonvilliers) — муніципалітет у Франції, у регіоні Бургундія-Франш-Конте, департамент Територія Бельфор. Населення — 240 осіб (01.01.2021).
Муніципалітет розташований на відстані близько 370 км на схід від Парижа, 90 км на північний схід від Безансона, 10 км на північний схід від Бельфора.

## Історія
У 1956-2015 роках муніципалітет перебував у складі регіону Франш-Конте. Від 1 січня 2016 року належить до нового об'єднаного регіону Бургундія-Франш-Конте.

## Демографія
Динаміка населення (Insee ):
Розподіл населення за віком та статтю (2006):
| Стать | Всього | До 15 років | 15-24 | 25-44 | 45-64 | 65-85 | Понад 85 |
| --- | ------ | ----------- | ----- | ----- | ----- | ----- | -------- |
| Чоловіки | 120    | 40          | 20    | 40    | 16    | 4     | 0        |
| Жінки | 120    | 36          | 8     | 52    | 4     | 20    | 0        |
| \| Статево-вікова піраміда \| Статево-вікова піраміда \| Статево-вікова піраміда \| \| ----------------------- \| ----------------------- \| ----------------------- \| \| Чоловіки \| Вік \| Жінки \| \| 0 \| 85 + \| 0 \| \| 4 \| 80-84 \| 4 \| \| 0 \| 75-79 \| 0 \| \| 0 \| 70-74 \| 12 \| \| 0 \| 65-69 \| 4 \| \| 0 \| 60-64 \| 0 \| \| 4 \| 55-59 \| 0 \| \| 8 \| 50-54 \| 0 \| \| 4 \| 45-49 \| 4 \| \| 12 \| 40-44 \| 12 \| \| 12 \| 35-39 \| 16 \| \| 16 \| 30-34 \| 16 \| \| 0 \| 25-29 \| 8 \| \| 4 \| 20-24 \| 4 \| \| 16 \| 15-20 \| 4 \| \| 8 \| 10-14 \| 8 \| \| 16 \| 5-9 \| 20 \| \| 16 \| 0-4 \| 8 \| |        |             |       |       |       |       |          |
| Статево-вікова піраміда |        |             |       |       |       |       |          |
| Чоловіки | Вік    | Жінки       |       |       |       |       |          |
| 0 | 85 +   | 0           |       |       |       |       |          |
| 4 | 80-84  | 4           |       |       |       |       |          |
| 0 | 75-79  | 0           |       |       |       |       |          |
| 0 | 70-74  | 12          |       |       |       |       |          |
| 0 | 65-69  | 4           |       |       |       |       |          |
| 0 | 60-64  | 0           |       |       |       |       |          |
| 4 | 55-59  | 0           |       |       |       |       |          |
| 8 | 50-54  | 0           |       |       |       |       |          |
| 4 | 45-49  | 4           |       |       |       |       |          |
| 12 | 40-44  | 12          |       |       |       |       |          |
| 12 | 35-39  | 16          |       |       |       |       |          |
| 16 | 30-34  | 16          |       |       |       |       |          |
| 0 | 25-29  | 8           |       |       |       |       |          |
| 4 | 20-24  | 4           |       |       |       |       |          |
| 16 | 15-20  | 4           |       |       |       |       |          |
| 8 | 10-14  | 8           |       |       |       |       |          |
| 16 | 5-9    | 20          |       |       |       |       |          |
| 16 | 0-4    | 8           |       |       |       |       |          |

## Економіка
2010 року серед 162 осіб працездатного віку (15—64 років) 123 були активними, 39 — неактивними (показник активності 75,9%, у 1999 році було 71,4%). З 123 активних мешканців працювало 115 осіб (58 чоловіків та 57 жінок), безробітними було 8 (4 чоловіки та 4 жінки). Серед 39 неактивних 20 осіб було учнями чи студентами, 12 — пенсіонерами, 7 були неактивними з інших причин.

У 2010 році в муніципалітеті числилось 82 оподатковані домогосподарства, у яких проживали 259,5 особи, медіана доходів виносила 18 798 євро на одного особоспоживача